# Горбатов, Борис Фёдорович
Бори́с Фёдорович Горба́тов (17 (30 марта) 1917 — 19 апреля 1987) — советский театральный актёр. Народный артист РСФСР (1978). Лауреат Сталинской премии первой степени (1951).

## Биография
Родился 17 (30 марта) 1917 года.
В 1942 году окончил ГИТИС, после окончания учёбы был направлен в 1-й Фронтовой театр Всероссийского театрального общества.
В 1945 году начал работу в качестве актёра в Московском театре сатиры.
В 1949 году сыграл роль И. В. Сталина в спектакле ГАМТ «Незабываемый 1919-й». В следующем году стал актёром этого театра.
Выступал и в качестве режиссёра некоторых спектаклей.
Умер 19 апреля 1987 года в Москве в возрасте 70 лет. Похоронен в Москве на Введенском кладбище (уч. № 19).

## Творчество

### Театральные роли

#### Театр сатиры
- 1945 — «Женитьба Белугина» А. Н. Островского и Н. Я. Соловьёва — Андрей Гаврилович Белугин
- 1951 — «Свадьба с приданым» Н. М. Дьяконова — Максим Николаевич Орлов[1]

#### Малый театр
- 1953 — «Порт-Артур» И. Ф. Попова и А. Н. Степанова — Сахаров
- 1956 — «Власть тьмы» Л. Н. Толстого. Режиссёр: Б. И. Равенских — Пётр
- 1967 — «Оптимистическая трагедия» Вс. В. Вишневского — одессит
- 1969 — «Признание» С. А. Дангулова — Брендстрем
- 1971 — «Свадьба Кречинского» А. В. Сухово-Кобылина. Режиссёр: Л. Е. Хейфец — Федор, камердинер Кречинского
- 1973 — «Пучина» А. Н. Островского — Ион Ионович Турунтаев
- 1976 — «Господа Головлёвы» по М. Е. Салтыкову-Щедрину — Степан Владимирович
- 1977 — «Любовь Яровая» К. А. Тренева. Режиссёр: П. Н. Фоменко — полковник Кутов
- 1981 — «Фома Гордеев» М. Горького — Резников
- 1983 — «Незрелая малина» И. Губача — администратор
- 1986 — «Недоросль» Д. И. Фонвизина — Цыфиркин
- 1986 — «Человек, который смеётся» В. Гюго — Шериф

## Фильмография
- 1985 — Незрелая малина (фильм-спектакль) — администратор
- 1981 — Любовь Яровая (фильм-спектакль) — полковник Кутов
- 1978 — Господа Головлёвы (фильм-спектакль) — Степан Владимирович
- 1978 — Власть тьмы (фильм-спектакль) — Пётр
- 1974—1977 — Блокада — И. В. Сталин
- 1977 — Оптимистическая трагедия (фильм-спектакль) — одессит
- 1976 — Пучина (фильм-спектакль) — Ион Ионович Турунтаев
- 1976 — Признание (фильм-спектакль) — Брендстрем
- 1974 — Свадьба Кречинского — Федор, камердинер Кречинского
- 1964 — Порт-Артур (фильм-спектакль) — Сахаров

## Награды и звания
- народный артист РСФСР (14 апреля 1978 года)[2]
- заслуженный артист РСФСР (28 марта 1961 года)[2]
- орден «Знак Почёта» (4 ноября 1974 года)[2]
- Сталинская премия первой степени (1951) — за исполнение роли И. В. Сталина в спектакле «Незабываемый 1919-й» на сцене ГАМТ[2]
- медали